# قبلة (بير يوسفيان)
قبلة (بالفارسية: قبله) هي قرية تقع في إيران في قسم بیر یوسفیان الریفي.